# SN 2004fn
SN 2004fn – supernowa typu Ia odkryta 11 października 2004 roku w galaktyce A233020-0958. W momencie odkrycia miała maksymalną jasność 22,50m.